# 足立紳
足立 紳（あだち しん、1972年6月10日 - ）は、日本の脚本家、映画監督。

## 略歴
鳥取県倉吉市出身。日本映画学校（現・日本映画大学）を卒業。
卒業後、相米慎二に師事。助監督、演劇活動などをへてシナリオを書き始める。
2015年、第39回日本アカデミー賞 最優秀脚本賞を受賞（『百円の恋』）。
2016年、『乳房に蚊』（幻冬舎）で作家デビュー。
2016年、『14の夜』で映画監督デビュー。
2023年、連続テレビ小説『ブギウギ』の脚本を担当。

## 受賞歴
- 2012年 - 周南「絆」映画祭、第一回松田優作賞（『百円の恋』）
- 2013年 - 第38回創作テレビドラマ大賞（『佐知とマユ』）
- 2015年 - 第17回菊島隆三賞（『百円の恋』）
- 2015年 - 第37回ヨコハマ映画祭脚本賞（『お盆の弟』『百円の恋』）[6]
- 2015年 - 第39回日本アカデミー賞 最優秀脚本賞（『百円の恋』）[3]
- 2016年 - 第4回市川森一脚本賞（『佐知とマユ）』）[7]
- 2019年 - 第32回東京国際映画祭 コンペティション部門 最優秀脚本賞（『喜劇 愛妻物語』）[8]
- 2021年 - 第42回ヨコハマ映画祭脚本賞（『喜劇 愛妻物語』『劇場版 アンダードッグ 前編 後編』）[9]
- 第37回高崎映画祭最優秀監督賞（2024年）（『雑魚どもよ、大志を抱け！』）

## 主な作品
※ 特記がない限りは、脚本担当作品。

### 映画
- ローカルニュース（1999年） - 助監督・出演
- MASK DE 41（2001年）
- 自殺マニュアル2 中級編（2003年） - 出演
- キャッチボール屋（2005年）
- アオグラ AOGRA（2006年）
- 童貞放浪記（2009年）
- モンゴル野球青春記（2013年）
- スクールガール・コンプックス（2013年）
- 百円の恋（2014年）
- 恋（2014年）
- お盆の弟（2015年）
- 恋（2016年）
- 14の夜（2016年）- 監督[5]
- デメキン（2017年）
- 嘘八百（2018年）
- 志乃ちゃんは自分の名前が言えない（2018年）
- きばいやんせ!私（2019年、アイエス・フィールド）[10]
- こどもしょくどう（2019年）
- 劇場版 アンダードッグ 前編 後編（2020年）
- 嘘八百 京町ロワイヤル（2020年）
- 喜劇 愛妻物語（2020年） - 原作・脚本・監督
- しちゃったね（短編連作「稽古場」の1編、2021年） - 脚本・監督 [11]
- MIRRORLIAR FILMS Season1「暴れる、女」（2021年、イオンエンターテイメント） - 脚本
- 雑魚どもよ、大志を抱け!（2023年） - 監督
- 劇場版 それでも俺は、妻としたい（2025年） - 脚本・監督

### テレビドラマ
- 佐知とマユ（2015年3月17日、NHK、平成27年度文化庁芸術祭参加作品）
- いつかティファニーで朝食を（2015年10月 - 12月、日本テレビ）
- 連続ドラマW 盗まれた顔〜ミアタリ捜査班〜（2019年1月5日 - 2月2日、WOWOWプライム）[12]
- ひなたの佐和ちゃん、波に乗る!（2019年9月11日、BSプレミアム）[13]
- 六畳間のピアノマン（2021年2月6日 - 2月27日、NHK総合）
- 拾われた男 Lost Man Found（2022年6月 - 8月、NHK BSプレミアム・NHK BS4K / 2022年10月 - 12月、NHK総合）[14]
- 連続テレビ小説
  - ブギウギ（2023年10月 - 2024年3月、NHK大阪）
  - 虎に翼 第13週（2024年6月、NHK東京） - 脚本協力
- それでも俺は、妻としたい（2025年1月 - 3月、テレビ大阪・BSテレ東） - 原作・脚本・監督[15]
- こんばんは、朝山家です。（2025年7月6日 - 、朝日放送テレビ） - 原案・脚本・演出[16]

### 配信ドラマ
- 拾われた男（2022年、Disney+）[17]

### 舞台
- 朗読劇『したいとか、したくないとかの話じゃない』（2023年・2025年） - 原作・脚本[18][19]

## 書籍

### 小説
- 『乳房に蚊』（2016年2月、幻冬舎）[4]
  - 文庫本【改題】『喜劇 愛妻物語』（2019年8月、幻冬舎文庫）ISBN 978-4344428782
- 『14の夜』（2016年12月、幻冬舎）
- 『弱虫日記』（2017年9月、講談社文庫）
- 『それでも俺は、妻としたい』（2019年10月、新潮社）ISBN 978-4103529118
  - 文庫本『それでも俺は、妻としたい』（2022年9月、新潮文庫）ISBN 978-4101043319
- 『きばいやんせ!私』原作, 工藤晋 著（2019年2月、双葉文庫）
- 『こどもしょくどう』原作, ひろはたえりこ 文（2019年7月、汐文社）
- 『したいとか、したくないとかの話じゃない』（2022年1月、双葉社）ISBN 978-4575244847
  - 文庫本『したいとか、したくないとかの話じゃない』（2023年10月、双葉文庫）ISBN 978-4575527124
- 『春よ来い、マジで来い』（2023年9月、キネマ旬報社）ISBN 978-4873764870
- 『ポジティブに疲れたら俺たちを見ろ!! ままならない人生を後ろ向きで進む』足立晃子との共著（2025年7月、辰巳出版）ISBN 978-4777831838[20]